# بيلار باريوس
بيلار باريوس (بالإسبانية: Pilar Barrios)‏ هو كاتب وشاعر وسياسي أوروغواني، ولد في 12 أكتوبر 1889 في الأوروغواي، وتوفي في 22 يونيو 1974 في مونتفيدو في الأوروغواي.